# Letis laticincta
Letis laticincta là một loài bướm đêm trong họ Erebidae.